# جابر و ناصر (مقاطعة تشرام)
جابر وناصر (بالفارسية: جابر و ناصر) هي قرية تقع في قسم بشتة ذيلايي الريفي (مقاطعة تشرام) في إيران.